# یوسف الحکیم
یوسف الحکیم تاریخ‌نگار و سیاسی سوری است که در سال ۱۸۷۹م در لاذقیه به دنیا آمد. وی در سال ۱۹۰۴ به سمت قضاوت گماشته شد، در سال ۱۹۴۸ رئاست دیوان عالی کشور سوریه را متصدی شد، در سال ۱۹۱۹ به عنوان عضو در کنگره مردم سوریه انتخاب شد، در پادشاهی عربی سوریه وزارت حمل و نقل را متصدی شد و در وزارت احمد نامی در بین سال‌های ۱۹۲۶–۱۹۲۸ وزارت دادگستری را بر عهده داشت. هچنین الحکیم نقش مهمی در بازگشت دوبارهٔ سنجاق اسکندرون (منطقهٔ جداشده از دولت حلب که امروزه جزء کشور ترکیه است) در سال ۱۹۲۸ به سوریه ایفا کرد.
وی شش کتاب از تاریخ معاصر سوریه از خود بجا گذاشت؛ «سوریا و دوران عثمانی»، «بیروت و لبنان در دوران خاندان عثمان»، «سوریه و دوران فیصل»، «سوریه و قیمومت فرانسه» و «سوریه و دوران استقلال» که این کتاب‌ها را دارالنهار لبنان تحت نام «سلسله خاطرات» منتشر ساخت.